# Michalok
Michalok (in ungherese Felsőmihályi) è un comune della Slovacchia facente parte del distretto di Vranov nad Topľou, nella regione di Prešov.